# Łukasz Kucharczyk
Łukasz Kucharczyk (ur. 1990) – polski doktor nauk humanistycznych oraz autor fantastyki.

## Życiorys
Pracuje jako adiunkt w Katedrze Literatury XX wieku na Uniwersytecie Kardynała Stefana Wyszyńskiego. Stworzył rozprawę Granice ciała. Somapoetyka w twórczości Stanisława Lema. W 2022 ukazała się jego debiutancka powieść Granty i smoki.

## Twórczość

### Powieści
- Granty i smoki, wyd. Pewne Wydawnictwo, 2022
- Wszystkie drogi prowadzą, wyd. IX, 2024

### Opowiadania
- Droga do Raju, „Krzysztofzin nr 2”[2]
- Ostatni płatek, antologia 24/02/2022, wyd. IX[3]
- Skracaj albo giń, antologia Ja bym to skrócił[4]
- Kamień z Illii, w duecie z Kacprem Kotulakiem, Magazyn „Biały Kruk”, nr 22[5]

### Rozprawy naukowe
- Granice ciała. Somapoetyka w twórczości Stanisława Lema, wyd. Wydawnictwo Uniwersytetu Kardynała Stefana Wyszyńskiego, 2021
- Granice ludzkiego poznania. O wybranych aspektach twórczości Jacka Dukaja, wyd. Instytut Literatury, 2024

## Nagrody
| Rok  | Nazwa Nagrody                 | Status    | Dodatkowe informacje | Źródło |
| ---- | ----------------------------- | --------- | --- | ------ |
| 2023 | Śląkfa                        | Nominacja | Nominacja dla Twórcy Roku za powieść Granty i smoki | [ 6 ]  |
| 2023 | Nagroda im. Janusza A. Zajdla | Nominacja | Nominacja w kategorii powieść za Granty i smoki oraz w kategorii opowiadanie za teksty Droga do Raju, Ostatni płatek, Skracaj albo giń oraz Kamień z Illi | [ 7 ]  |
| 2023 | Chrysalis Awards              | Wygrana   | Nagroda dla debiutujących autorów, przyznawana przez European Science Fiction Society                                                                     | [ 8 ]  |
| 2025 | Nagroda im. Janusza A. Zajdla | Nominacja | Nominacja w kategorii powieść za Wszystkie drogi prowadzą                                                                                                 | [ 9 ]  |